# دهستان جنگل (فسا)
دهستان جنگل نام دهستانی در بخش مرکزی شهرستان فسا، استان فارس در ایران است. 

## جمعیت
براساس سرشماری مرکز آمار ایران در سال ۱۳۹۵، جمعیت آن ۵،۵۳۵ نفر (۱،۸۳۵ خانوار) بوده‌است.